# Microsoft Teams
Microsoft Teams este o aplicație de colaborare în echipă dezvoltată de Microsoft ca parte a suitei Microsoft 365, oferind chat de echipă și videoconferințe, stocare de fișiere și integrare cu aplicații și servicii proprii sau ale terților. Teams a înlocuit alte platforme de mesagerie și colaborare operate de Microsoft, inclusiv Skype for Business și Microsoft Classroom.
Pe parcursul pandemiei de COVID-19, Teams, alături de alte aplicații precum Zoom, Slack și Google Meet, a câștigat mult interes datorită mutării multor întâlniri în mediul virtual. În ianuarie 2023, Microsoft Teams avea aproximativ 280 de milioane de utilizatori lunari.

## Istoric
Pe 4 martie 2016, Microsoft a luat în considerare achiziționarea Slack pentru 8 miliarde de dolari, însă Bill Gates s-a opus, afirmând că firma ar trebui să se concentreze pe îmbunătățirea Skype for Business. Teams a fost lansat global pe 14 martie 2017 ca competitor direct pentru Slack. Ca răspuns la anunțul Teams, Slack a aprofundat integrarea cu serviciile Google în cadrul aplicației.
În mai 2017, Microsoft a anunțat că Teams va înlocui Microsoft Classroom în Office 365 Education. Pe 12 iulie 2018, Microsoft a anunțat o versiune gratuită a Teams, care oferea majoritatea opțiunilor de comunicare ale platformei fără costuri, dar limita numărul de utilizatori și capacitatea de stocare a fișierelor echipei.
În septembrie 2019, Microsoft a anunțat că Skype for Business va fi retras în favoarea Teams, lucru care s-a întâmplat pe 31 iulie 2021.
Pe 28 februarie 2025, Microsoft a anunțat că Skype va fi retras pe 5 mai 2025 pentru a se concentra pe Teams. Utilizatorii au primit opțiunea de a exporta sau transfera datele către Microsoft Teams.

## Funcționalități
- Chat-uri
- Echipe (Teams)
- Canale (Channels)
- Conversații de grup
- Înlocuitor telefonic unde se poate permite apeluri telefonice și conferințe.
- Întălniri (Meetings) cu audio, video și chat.

## Microsoft Mesh
Microsoft Mesh este o platformă bazată pe cloud pentru colaborare în realitate mixtă, oferită atât sub formă de aplicație, cât și ca serviciu. Microsoft Mesh utilizează Microsoft 365 pentru a permite persoanelor aflate în locații fizice diferite, folosind diverse tipuri de dispozitive, să participe și să colaboreze într-un spațiu imersiv comun. Există două aplicații principale ale Mesh: spațiile imersive din Teams și medii personalizate dezvoltate cu Unity, utilizate în prezent cu o aplicație client dedicată Mesh.
Deși Microsoft produce HoloLens 2 și a colaborat cu mari producători de PC-uri precum HP pentru a construi căști VR compatibile cu Windows Mixed Reality, Microsoft Mesh este conceput să fie independent de dispozitiv și sistem de operare; cu toate acestea, în prezent suportă doar Windows și căștile VR de la Meta.

## Controverse
În iulie 2023, Comisia Europeană a deschis o investigație antitrust privind posibilitatea ca Microsoft să fi folosit în mod incorect poziția sa dominantă pe piața suitei Office pentru a stimula vânzările Microsoft Teams și a-și prejudicia concurenții. Luna următoare, Microsoft a anunțat că va face ca Teams să fie o componentă opțională a pachetului Microsoft 365 și că va oferi mai multe informații dezvoltatorilor de software, pentru a permite utilizatorilor Teams să migreze către aplicații concurente împreună cu datele lor din Teams.
La începutul anului 2023, Microsoft a actualizat Teams astfel încât linkurile din chaturi să se deschidă automat în Microsoft Edge, în locul browserului implicit ales de utilizator.
În iunie 2024, Comisia Europeană a acuzat oficial Microsoft de încălcarea legislației antitrust, pentru includerea Teams în suita Office.